# Stipagrostis acutiflora
Stipagrostis acutiflora är en gräsart som först beskrevs av Carl Bernhard von Trinius och Franz Josef Ivanovich Ruprecht, och fick sitt nu gällande namn av De Winter. Stipagrostis acutiflora ingår i släktet Stipagrostis och familjen gräs. Inga underarter finns listade i Catalogue of Life.